# Raymond Paul Mears

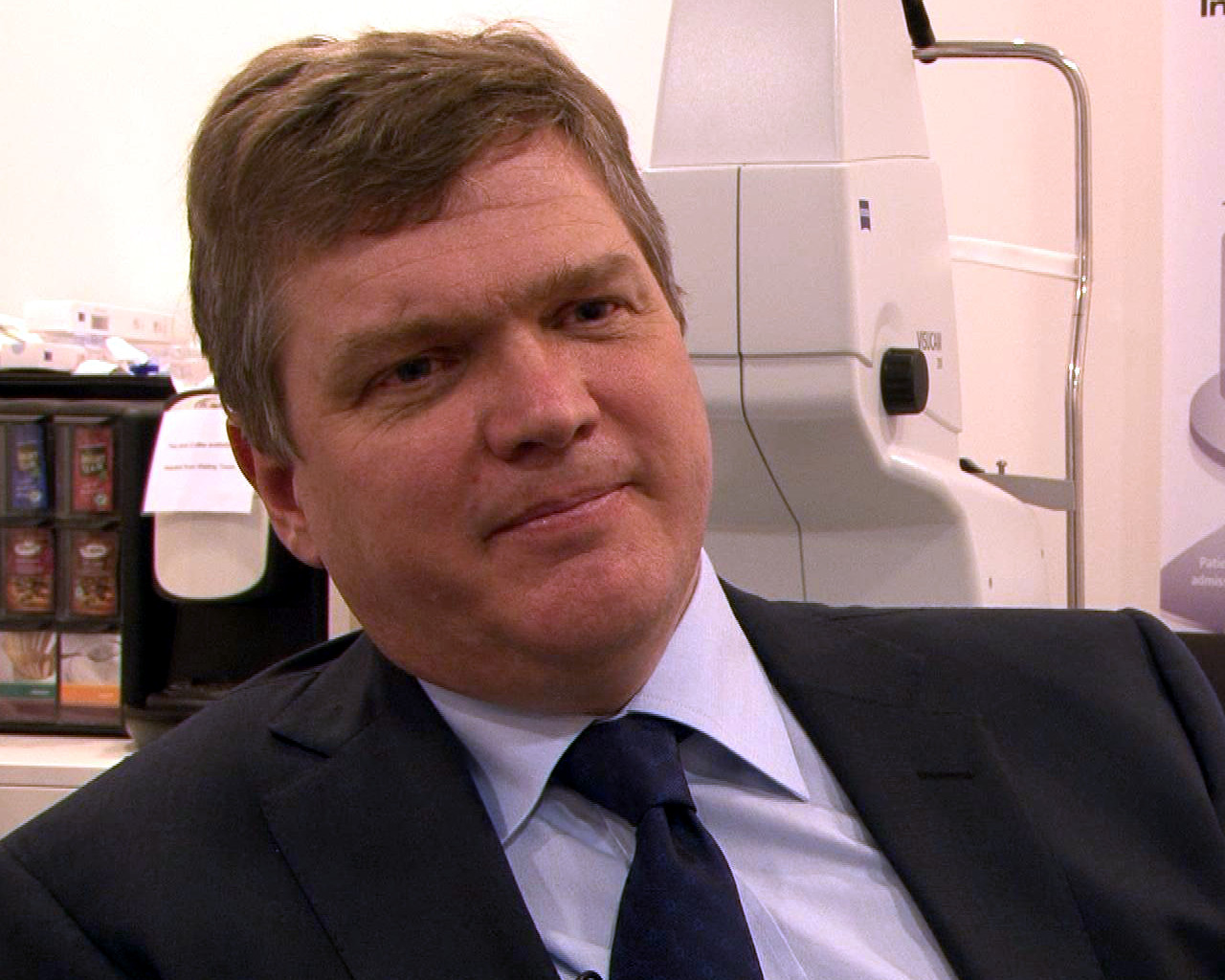
Ray Mears (2013)

Raymond „Ray“ Paul Mears (* 7. Februar 1964 in Kenley, Greater London) ist ein britischer Survivaltrainer, Autor und Filmemacher.

## Leben
Ray Mears wuchs unter anderem in den North Downs auf und interessierte sich schon immer für den Bereich Survivalismus, Überleben in der Wildnis und die Überlebenstechniken Indigener Völker. Er machte sich bereits mit 19 Jahren mit seiner Firma Woodlore selbständig, organisierte Survival-Camps und veröffentlichte 1990 mit The Survival Handbook seinen ersten Ratgeber. Seine ersten TV-Auftritte hatte er ab 1993 in der BBC Two Serie Tracks. Seitdem ist Mears mit mehreren erfolgreichen TV-Formaten bei ITV und der BBC aktiv und hat zahlreiche Bücher veröffentlicht.

## Fernsehformate (Auswahl)
- Wild Tracks (BBC, 1994)
- Tracks (BBC, 1994–97)
- Ray Mears' Extreme Survival (BBC, 1999–2002)
- Ray Mears' Bushcraft (BBC, 2004–05)
- Ray Mears' Wild Food (BBC, 2007)
- Ray Mears Goes Walkabout (BBC Two, 2008, 4 Folgen)
- Ray Mears' Northern Wilderness (BBC Two, 2009, 6 Folgen)
- Survival with Ray Mears (ITV, 2010, 3 Folgen)

## Veröffentlichungen (Auswahl)
- The Survival Handbook (1990)
- The Outdoor Survival Handbook (1992)
- Ray Mears' World of Survival (1997)
- Ray Mears' Bushcraft (2002)
- Ray Mears' Essential Bushcraft (2003)
- The Real Heroes of Telemark: The True Story of the Secret Mission to Stop Hitler's Atomic Bomb (2003)
- Ray Mears' Bushcraft Survival (2005)
- Wild Food by Ray Mears & Professor Gordon Hillman (2007)
- Ray Mears Goes Walkabout (2008)
- Vanishing World - A Life of Bushcraft (2008)
- Northern Wilderness (2009)
- My Outdoor Life (2013)
- Out on the Land: Bushcraft Skills from the Northern Forest (2016), mit Lars Fält